# Rineloricaria morrowi
Rineloricaria morrowi är en fiskart som beskrevs av Fowler, 1940. Rineloricaria morrowi ingår i släktet Rineloricaria och familjen Loricariidae. Inga underarter finns listade i Catalogue of Life.